# Лэпью (верхний приток Лузы)
Лэпью, Лопь-Ю — река в России, протекает в Прилузском и Койгородском районах Республики Коми. Устье реки находится в 379 км по правому берегу реки Луза. Длина реки составляет 107 км, площадь бассейна 1030 км².
Исток реки в таёжном массиве в Прилузском районе среди холмов Северных Увалов в 35 км к северо-востоку от села Объячево. Река в верхнем течении течёт на юго-восток, на короткий отрезок пути затекает в Койгородский район, затем резко поворачивает на юго-запад и возвращается в Прилузский район. Русло сильно извилистое, особенно в нижнем течении. Большая часть течения проходит по ненаселённому холмистому таёжному массиву, в среднем течении река протекает деревню Изъяшор, в нижнем — Гыркашор. При впадении реки в Лузу стоит посёлок Усть-Лопъю. Ширина реки в нижнем течении около 18 метров, скорость течения — 0,6 м/с.

## Притоки
- Гырка (лв)
- Жак (пр)
- 15 км: Елга (лв)
- Оль (лв)
- Васян (пр)
- Ниримда (лв)
- Мудора (лв)
- Давшор (пр)
- Изъяшор (лв)
- Урбож (лв)
- Пушоктом (пр)
- Ягъёль (лв)
- Гусь-Ёль (лв)
- Матвей-Шор (лв)
- Номынка (лв)
- 85 км: Ань (лв)
- Ягъю (лв)

## Данные водного реестра
По данным государственного водного реестра России и геоинформационной системы водохозяйственного районирования территории РФ, подготовленной Федеральным агентством водных ресурсов:
- Бассейновый округ — Двинско-Печорский
- Речной бассейн — Северная Двина
- Речной подбассейн — Малая Северная Двина
- Водохозяйственный участок — Юг
- Код водного объекта — 03020100212103000012228